# Łapanka

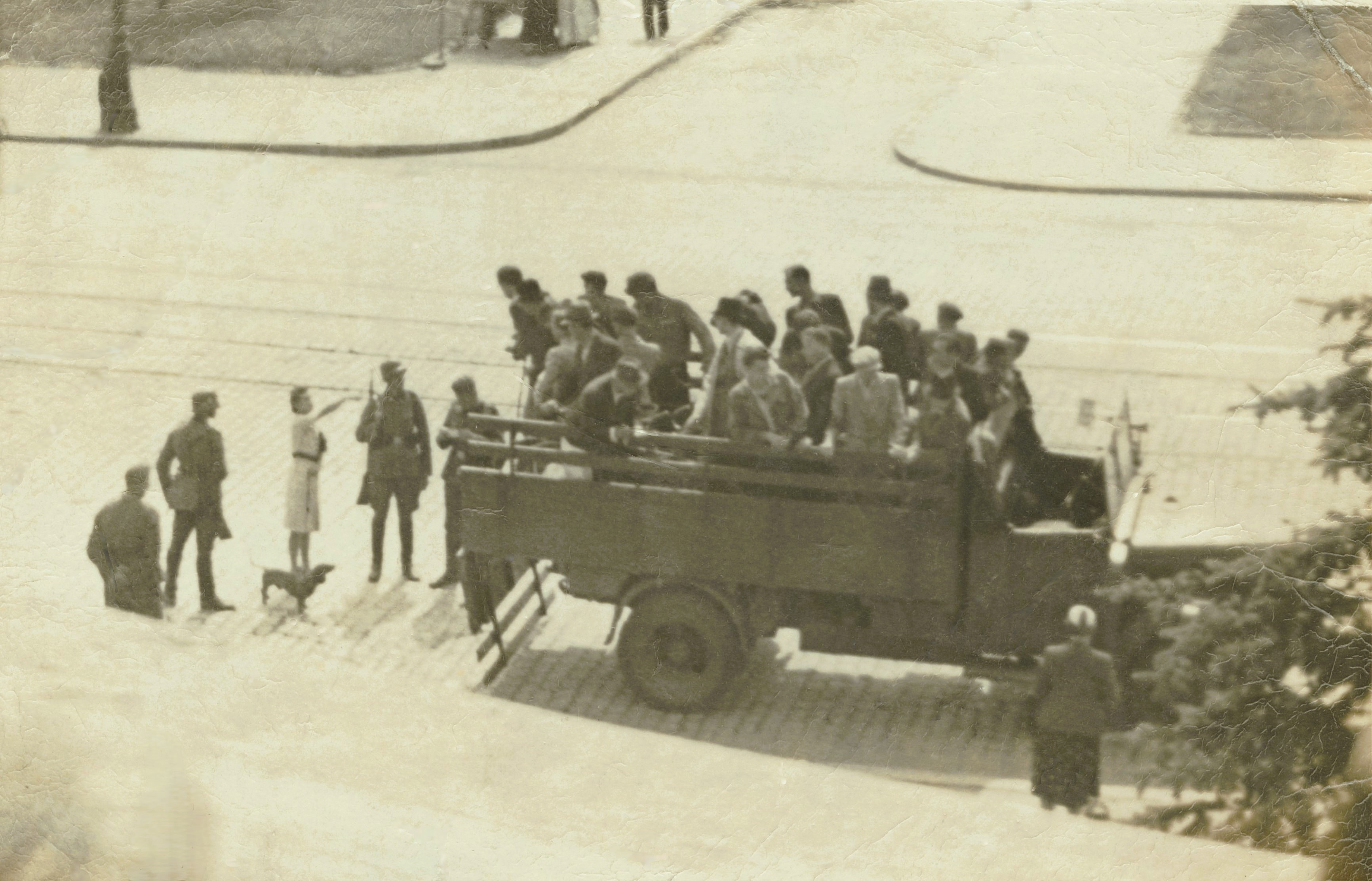
Distrito de Żoliborz, Varsovia en 1941.

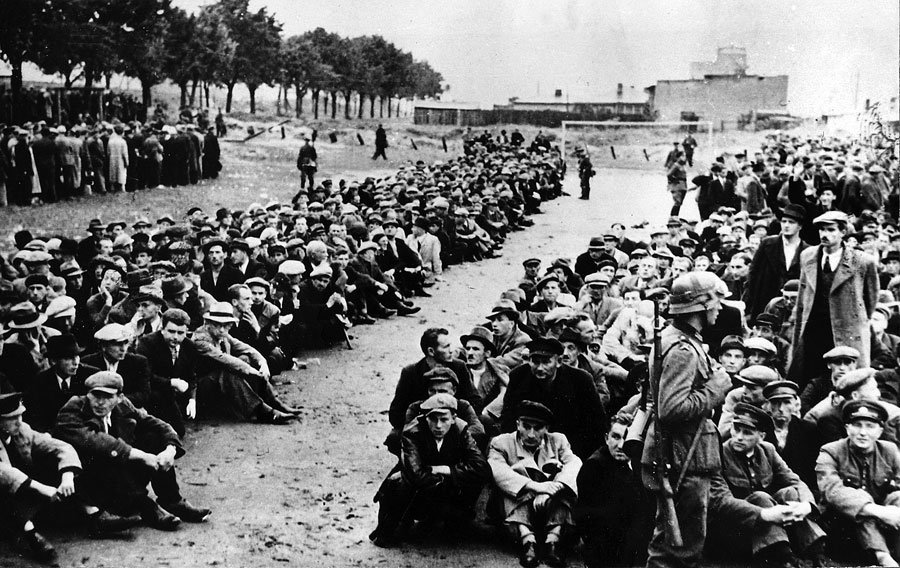
Presos polacos en los primeros días de la invasión nazi en Gdynia, Pomerania.

Łapanka fue una táctica empleada por las fuerzas alemanas del III Reich (SS, Wehrmacht y RSHA) durante la II Guerra Mundial en los territorios ocupados, en especial Polonia donde la población no-germana era emboscada en calles o localidades elegidas al azar con el fin de intimidar a los civiles, en algunos casos eran arrestados.
Las víctimas eran a menudo enviadas como esclavos a campos de trabajo además de ser tratados como rehenes en represalias, e incluso deportados a campos de concentración o exterminio o ejecutados en operaciones de limpieza étnica.

## Contexto

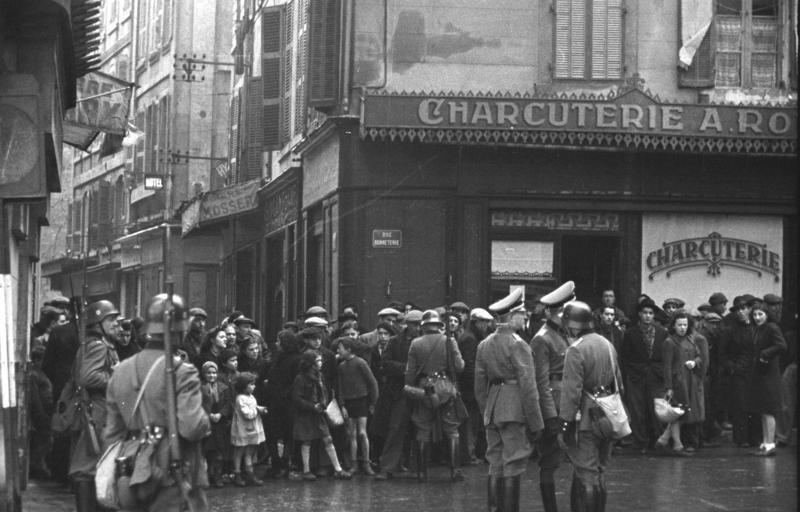
Marsella, un numeroso grupo de civiles son rodeados por oficiales nazis

El término «Łapanka» proviene del verbo Łapać (Cazar o Atrapar en idioma español). En este sentido, la palabra tiene connotaciones sardónicas puesto que tal palabra le da nombre al juego infantil de pillar

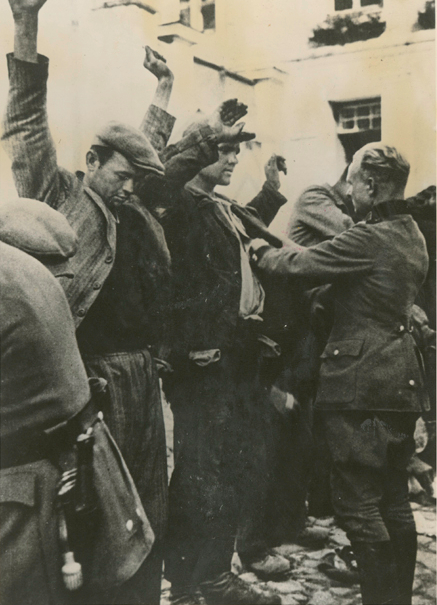
Un alemán cachea a varios presos de una "cacería" en Varsovia

Tal como se menciona en el encabezado, estas «cacerías» no solo tenían lugar en Polonia, sino en Francia (donde recibía el nombre de "Rafle") y la Dinamarca ocupada donde era denominada como "Razzia".

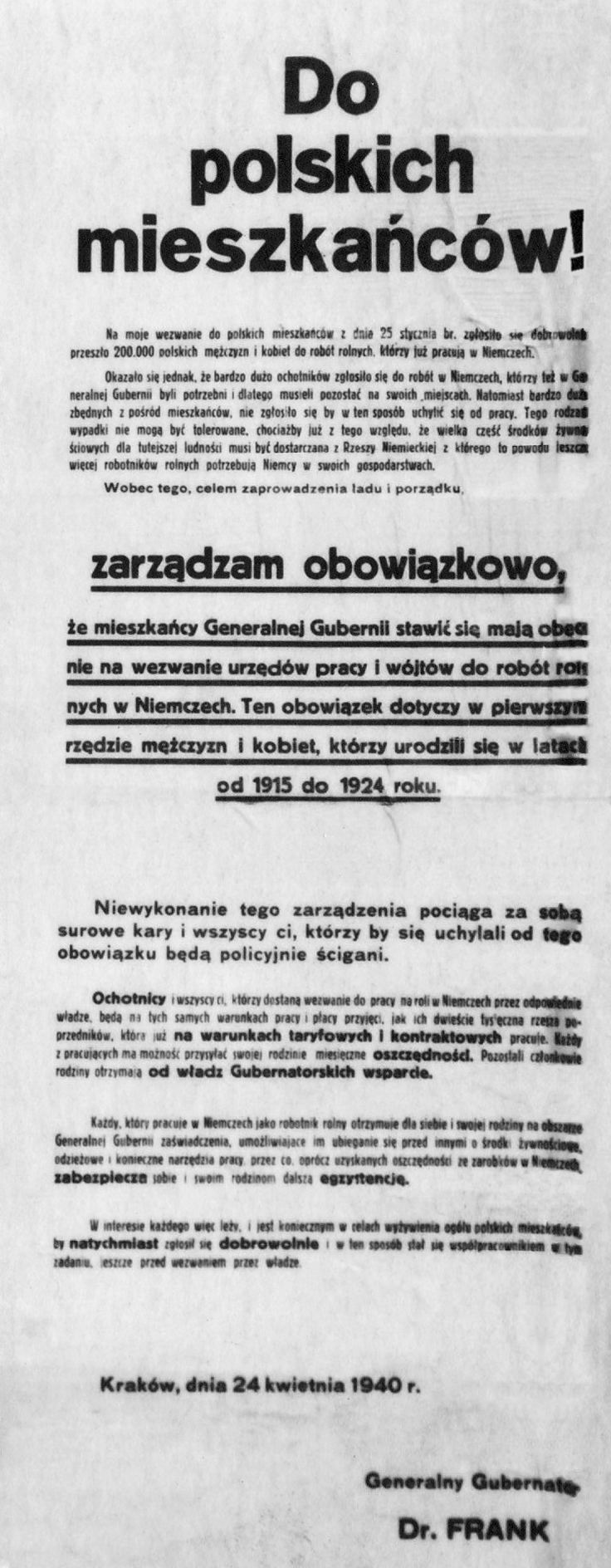
Bando de 1940 elaborado por Hans Frank (Dirigente del Gobierno General) para los ciudadanos polacos

En términos históricos estas acciones eran llevadas a cabo por las fuerzas colonizadoras francesas en el oeste y centro de África contra la población musulmana y otras etnias que eran esclavizadas. En aquellas regiones recibía el nombre de "Rezzou", palabra que derivó del árabe argelino vernacular y que posteriormente sería sinónimo de «pillaje».
Las tropas soviéticas también emplearon tácticas similares para emboscar a los ciudadanos polacos de clase media residentes en la zona ocupada por estos. Los civiles fueron deportados a gulags localizados en regiones remotas de la Unión Soviética.

## Historia

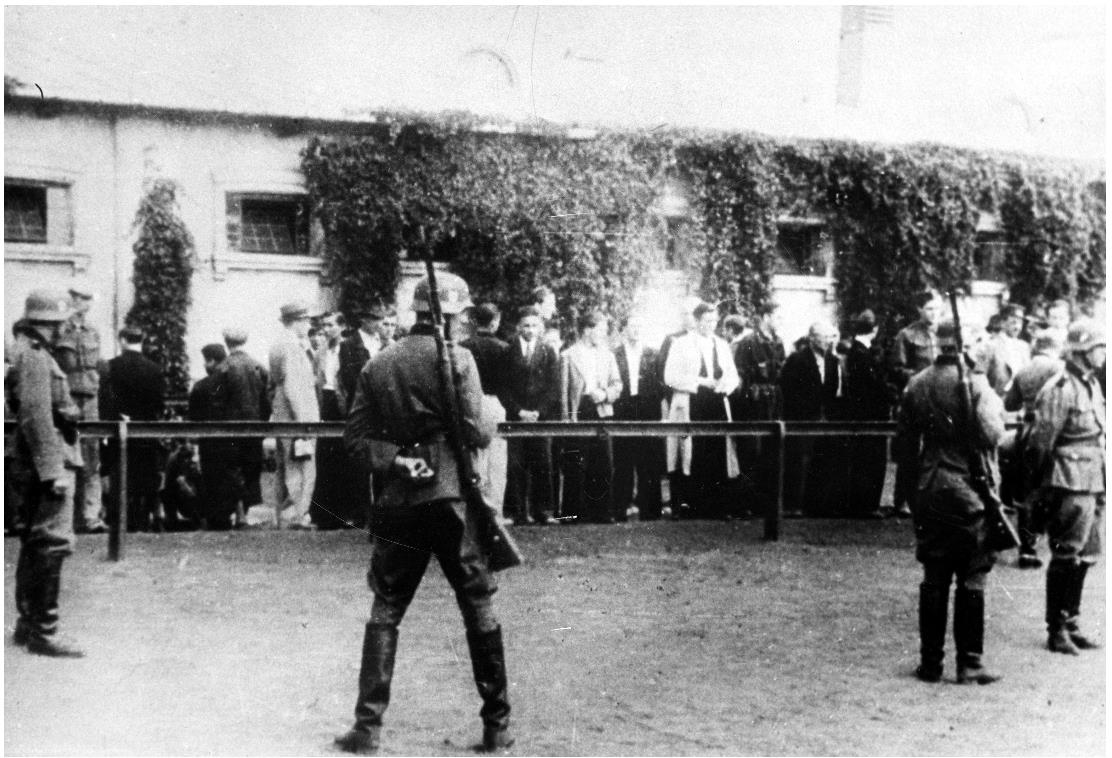
Prisioneros momentos antes de ser deportados a campos de concentración, calle Szwoleżerów, Varsovia

Ron Jeffery escribió en sus memorias de 1943:

Las łapankas pasaron a ser parte de la vida cotidiana en las dos Polonias ocupadas. La situación en Varsovia era caótica para sus ciudadanos. La policía y los soldados cercaban todas las calles y todos los vecinos (hombres, mujeres y niños) que quedaron atrapados fueron deportados a campos de concentración como esclavos. Los trenes y tranvías iban saturados de gente y otros en camiones. La mayoría de ellos no volvieron a ver su hogar ni a sus familiares.

La mayor parte de los "cercados" fueron trasladados a "campos de trabajo" siendo Auschwitz uno de ellos. Las mujeres polacas fueron escogidas como esclavas sexuales. En cuanto a los niños, se enfrentaban a varios destinos: eran dados en acogida a familias alemanas, otros tantos que no poseían documentación eran deportados a campos de concentración y de exterminio y el resto: judíos o polacos que les asistían eran ejecutados en público.
Las fuerzas de ocupación acordonaban en primer lugar una calle al azar para después buscar entre varios inmuebles de la zona. La población joven (entre 20 y 30 años) disponían de una tarjeta de identificación llamada "Ausweis" con el que se libraban de ser deportados puesto que el poseedor de la misma certificaba que era un obrero de alguna empresa alemana o agencia local del Gobierno. Sin embargo hubo casos en los que a pesar de llevar la documentación, algunos eran arrestados y llevados aunque posteriormente eran liberados tras comprobar los papeles.
Según alegan testigos, entre 1942 y 1944 se produjeron solo en Varsovia 400 víctimas de las łapankas nazis al día. En algunos casos se alcanzaron el millar. El 19 de septiembre de 1942, 3.000 ciudadanos fueron presos por las autoridades y trasladados a campos de concentración.

## Actos de la Resistencia Polaca

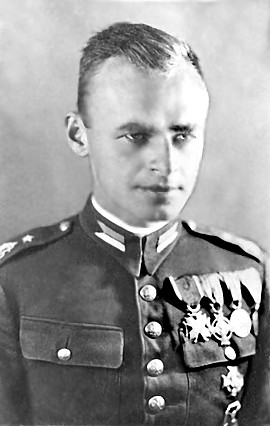
Witold Pilecki antes de la invasión de Polonia

En septiembre de 1940, Witold Pilecki, miembro de Armia Krajowa consiguió colarse en Auschwitz tras infiltrarse dentro de una redada con el objetivo de organizar una resistencia interna desde el propio campo de exterminio. Una vez allí formó el comando Związek Organizacji Wojskowej (Unión Clandestina de Organizaciones Militares) y en diciembre envió a la sede de AK en Varsovia su primer informe sobre las actividades dentro del campo.
En respuesta a las łapankas, la Resistencia Polaca perpetró atentados contra las fuerzas teutonas y prepararon listas de personalidades nazis a eliminar por "crímenes contra la población civil". Los responsables de las "cacerías": funcionariado, SS, SD y Policía Alemana fueron sentenciados a muerte tras pasar por un Tribunal Especial establecido por el Estado secreto polaco. Como represalia a la brutalidad policial ejercido por las autoridades teutonas, Armia Krajowa mataron a 361 gendarmes en 1943 y 584 en 1944. Solo en Varsovia morían diez alemanes por día. Desde agosto hasta diciembre de 1942, AK perpetró ochentaisiete ataques contra la administración alemana y sus miembros. Al año siguiente los ataques de la resistencia se recrudecieron hasta llegar a 514 en el primer cuatrimestre.
En una operación encubierta conocida como Operación Cabezas el Estado Polaco combatió junto a unidades de Kedyw eliminando a varios blancos:
- Kurt Hoffman - Jefe de la Oficina de Empleo de Varsovia y responsable de la organización de las "rondas" de los polacos. Fue ejecutado el 9 de abril de 1943 por AK.[11]
- Hugo Dietz - Asistente de este primero. Fue ejecutado el 13 de abril de 1943
- Fritz Geist - Jefe de la Oficina de Empleo de Varsovia. Fue ejecutado el 10 de mayo
- Willi Lübbert - Funcionario de la Oficina de Empleo y encargado de enviar a la población polaca a campos de concentración nazis. Fue ejecutado el 1 de julio de 1944.
- Eugen Bollodino - Funcionario de la Oficina de Empleo, también encargado de enviar a la población polaca a campos de concentración nazis. Fue ejecutado el 8 de junio de 1944 por la Unidad DB-17

## En la cultura popular
Dichas tácticas empleadas por los alemanes fueron tema de la canción popular Siekiera, motyka. En 1943 fue publicada en el boletín clandestino "Posłuchajcie ludzie...", una de las bibułas de la comisión de propaganda de Armia Krajowa. Tras la liberación de Polonia continuaron escuchándose. La pieza musical apareció en 1946 en el film polaco Zakazane piosenki, dirigida por Leonard Buczkowski.